# Pesche
Pesche ist eine italienische Gemeinde (comune) mit 1477 Einwohnern (Stand 31. Dezember 2023) in der Provinz Isernia in der Region Molise. Die Gemeinde liegt etwa fünf Kilometer ostnordöstlich von Isernia. 

## Verkehr
Durch die Gemeinde führt die Strada Statale 650 di Fondo Valle Trigno von Isernia nach San Salvo.